# Ocypode quadrata
El cangrejo fantasma del Atlántico (Ocypode quadrata) es una especie de crustáceo decápodo de la familia Ocypodidae. Las características del género incluyen una pinza mayor que la otra. La esperanza de vida típica de O. quadrata es de aproximadamente 3 años.
Su nombre científico deriva de la raíz griega ocy (‘rápido’) y ποδός (podos, ‘pie’), en referencia a la velocidad del animal, sin parangón entre los crustáceos, que cuando escapa de sus depredadores alcanza, según los autores más optimistas, hasta 20 km/h. Mientras que a marchas normales utiliza los cuatro pares de patas caminadoras, el cuarto par se levanta del suelo cuando acelera y en situaciones de emergencia utiliza únicamente los dos primeros pares.

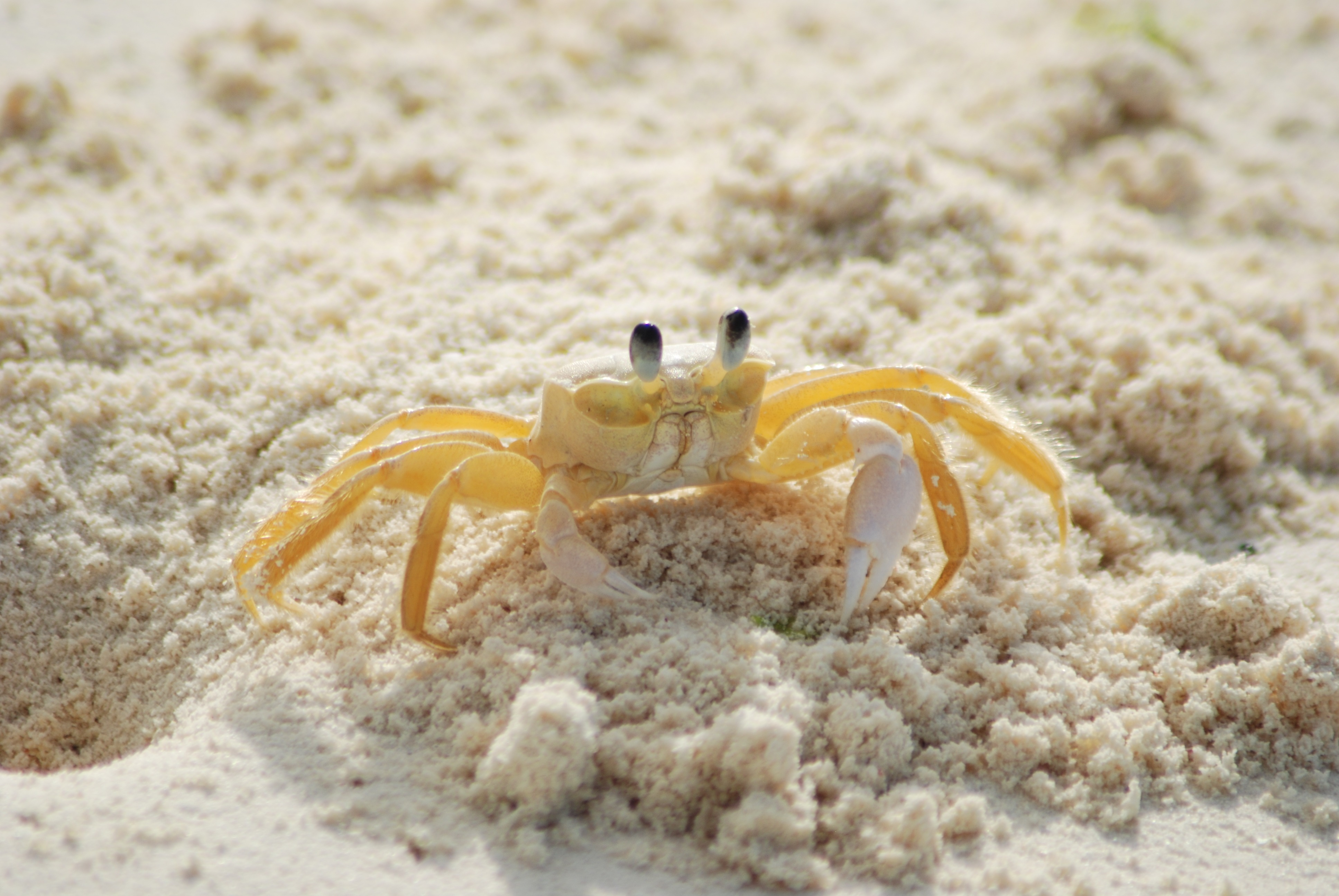
Cangrejo fantasma del Atlántico cerca de su madriguera.

Su género es muy importante ecológicamente en el papel de la transferencia de energía a partir de desechos orgánicos y pequeños invertebrados a depredadores más grandes, como las aves (como los búhos) y los pequeños mamíferos (como mapaches).
La abundancia de cangrejos fantasmas en las costas está relacionada fuertemente a efectos de la urbanización y la presión de personas. Las playas con presiones humanas relativamente bajas presentan mayores densidades de cangrejos en comparación con las playas donde el número de visitantes son altos.

## Descripción
O. quadrata es de tamaño pequeño, la longitud de su caparazón es de unos 5 cm (2 pulgadas) en estado de adulto. Son de color amarillentos blanco o blanco grisáceo. Tienen un caparazón cuadrado, dos protuberantes ojos negros con forma de maza, con visión de 360°, quelípedos desiguales (pinzas) y patas caminadoras largas con estructuras parecidos a pelos. Los machos son generalmente más grandes que las hembras.

## Distribución
Estos cangrejos se ubican frecuentemente en las costas arenosas desde Delaware (Estados Unidos) a través del Caribe y el Golfo de México hasta Brasil. Ocasionalmente se encuentran del norte hasta el este de Long Island y Rhode Island, pero son poco comunes al norte de Virginia. En el este de los Estados Unidos, O. quadrata es frecuentemente visto deslizándose a lo largo de playas entre el amanecer y el ocaso. A nivel mundial, existen aproximadamente 20 especies de cangrejos fantasmas, pero O. quadrata es el único que se encuentra en la costa este de los Estados Unidos. Esta especie es conocida como marina-farinha en Brasil y es la única especie del género Ocypode que se puede encontrar en la costa brasileña.

## Estado
El cangrejo fantasma no está actualmente incluido en las listas federales de especies amenazadas o en peligro de extinción y no hay explotación humana actual de esta especie.

## Biología

### Desarrollo
Después de la eclosión partir de un huevo, O. quadrata tiene cinco etapas de zoea y una etapa megalopa. La etapa megalopa requiere por lo menos 35 días para el desarrollo. Como se mencionó antes, las larvas se desarrollan en agua salina. La etapa megalopa de O. quadrata es uno de los más grandes de los cangrejos braquiuros.

### Reproducción
El apareamiento puede ocurrir durante todo el año. A diferencia de otras especies de cangrejos, cangrejos fantasmas pueden aparearse incluso cuando el integumento de la hembra está duro, lo que significa que pueden aparearse en cualquier momento después de la maduración sexual. Esta es una adaptación a la vida terrestre. El apareamiento tiene lugar cuando tanto el macho como la hembra tienen un caparazón duro. Por lo general, el apareamiento se producirá en algún lugar dentro o cerca de la madriguera del macho.
Las hembras alcanzan la madurez sexual cuando su caparazón mide más de 25 mm y los machos alcanzan la madurez sexual cuando su caparazón mide más de 24 mm. Esto por lo general toma alrededor de un año después de la eclosión.
Con frecuencia tapones de copulación se encuentran en cangrejos fantasmas; el macho libera un líquido seminal junto con su esperma que se convertirá duro e impide que los espermatozoides de los rivales lleguen a los óvulos de la hembra.
La hembra lleva los huevos debajo de su cuerpo, y los libera en el agua. Mientras lleva los huevos, ella debe mantenerlos húmedos introduciendo con frecuencia el agua.

### Comportamiento

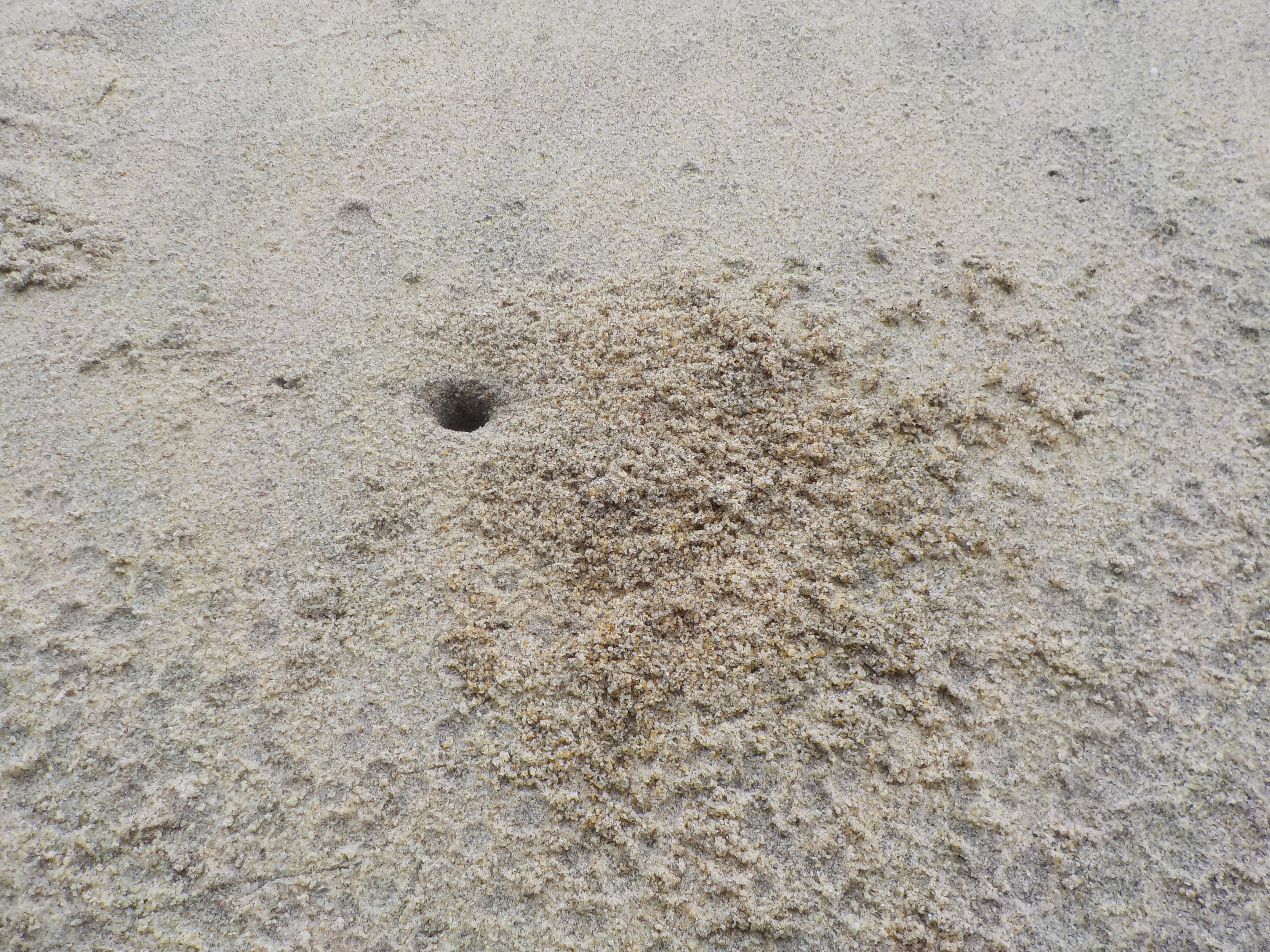
Madriguera de un cangrejo.

Los cangrejos fantasmas del Atlántico excavan madrigueras, por encima de la zona intermareal en las playas del océano, durante las horas más calurosas del día ellos los cierran con arena. Los ejemplares adultos cavan más alejados de la orilla que los más jóvenes, hasta 400 m desde la orilla y cerca de las dunas. Las madrigueras tienen una sola abertura y descienden 0,6 a 1,2 m en un ángulo de 45°. La anchura de la madriguera tiende a ser aproximadamente igual a la anchura del caparazón. Las madrigueras de cangrejos fantasmas aumentan en diámetro con el incremento de distancia desde la línea de agua.
A pesar de que estos cangrejos suelen ser vistos fuera y moviéndose durante el día, son más activos durante la noche. Durante la mañana el cangrejo construye nuevas madrigueras o repara más viejos. Por la tarde se entra las madrigueras y permanecer en ellos hasta después de atardecer.
Aunque son de costumbres más terrestres que marinas, al atardecer se sumerge en el agua para humedecer sus branquias. Adicionalmente, poseen un vínculo vital con el mar porque en junio las hembras ponen sus huevos en el océano donde se desarrollarán las larvas.
O. quadrata puede producir hasta tres sonidos distintos; con las pinzas, con las patas y un tercero desde la cámara branquial que suena como burbujeo. Los enfrentamientos entre machos son altamente ritualizados, los cuales evitan el contacto físico.

### Dieta
La mayoría de su comida es presa viva, aunque también son carroñeros facultativos. Su presa puede estar influenciada por el tipo de playa que habitan. Los cangrejos en las playas frente al mar tienden a alimentarse de almejas de frijol (Donax spp.) y de cangrejos topo (Emerita talpoida), mientras que los cangrejos en playas más protegidas se alimentan de los huevos y las crías de tortuga boba (Caretta caretta).
Estudios sobre una playa de Carolina del Norte mostraron evidencia de estos cangrejos son carroñeros facultativos, consumiendo fácilmente virtualmente cualquier forma de materia orgánica. Presa en vivo, que consiste casi exclusivamente de cangrejos topo, Emerita talpoida y coquinas, Donax variabilis, compuesta por más de 90 % de la dieta.
Aunque otro estudio demuestra que son altamente atraídos a ambiente con abundante carroñas. Cuando se aumenta la cantidad de carroña encontrada en la playa, también aumenta la abundancia de cangrejos fantasmas.
La mayor actividad de alimentación se produce por la noche, lo que reduce la depredación por los depredadores visuales como aves costeras y gaviotas. En el caso de que si salgan de su madriguera durante el día, su camuflaje que coincide con la arena en la que viven disminuye sus posibilidades de ser visto por los depredadores.
Ellos caminan por la playa en busca de comida. Una vez al año, cuando las tortugas marinas bebé eclosionan, los cangrejos disfrutan de una cena especiales; ellos arrastran las crías de tres pulgadas de largo hacia sus madrigueras subterráneas, y las devoran.

## Registro fósil

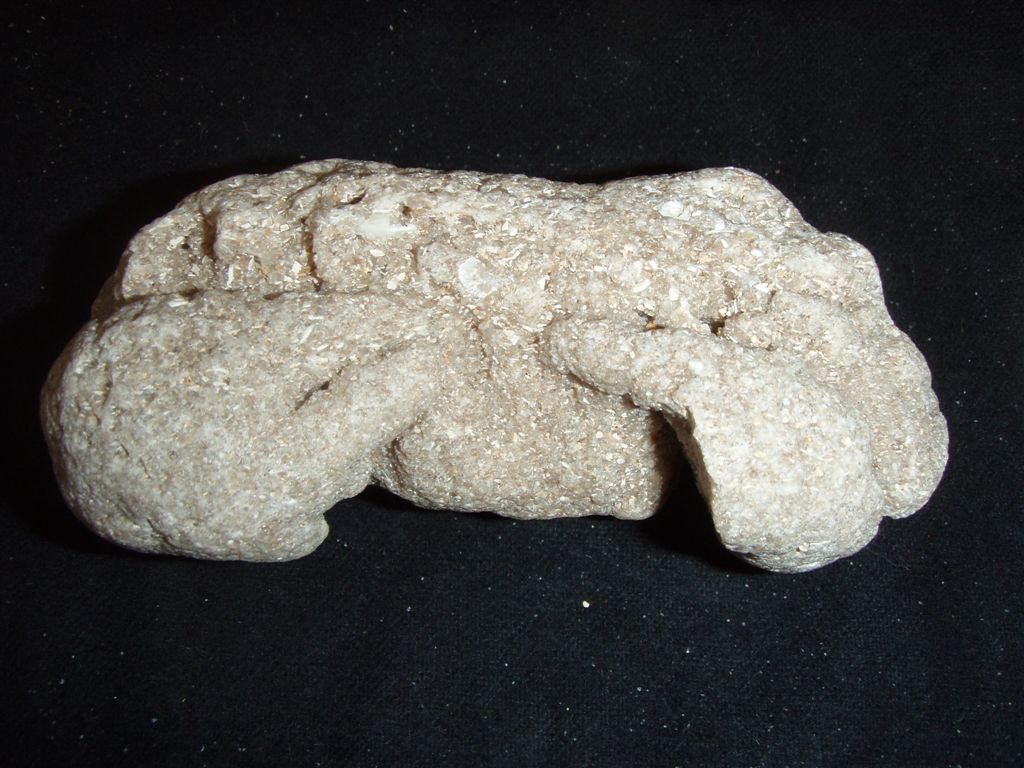
Cangrejo fantasma fosilizado.

Especímenes de fósiles de O. quadrata se han encontrado en rocas de hace más de 110,000 años que son del Pleistoceno.